# Kraszewo (powiat działdowski)
Kraszewo (niem. Kraschewo) – wieś w Polsce położona w województwie warmińsko-mazurskim, w powiecie działdowskim, w gminie Iłowo-Osada.
W latach 1975–1998 miejscowość należała administracyjnie do województwa ciechanowskiego.

## Rys historyczny
Wieś powstała przed 1403 rokiem jako własność rycerza polskiego o imieniu Walter (wraz z pobliskim Iłowem), w 1403 została sprzedana rodzinie Kozłowskich. Według zapisów z 1542 wieś zamieszkiwała ludność polska, a od 1547 majątek należał do Aleksandra Kraszewskiego. Wieś zamieszkiwała ludność polska.
W 1820 roku w Kraszewie było 10 zagród mieszklanych i 67 mieszkańców. Wieś należała do dóbr Iłowo.
W połowie XIX wieku liczba ludności wzrosła do 103 osób, około 80% stanowili ewangelicy, resztę katolicy. Kraszewo podlegało pod sąd patrymonialny w Iłowie.
W 1861 roku jest określona jako 300-morgowa wieś szlachecka należąca do dóbr szlacheckich Iłowo, licząca 15 budynków mieszkalnych, zamieszkana przez 104 osoby, w ogromnej większości ewangelicy, jednakże wszyscy mówiący językiem polskim.